# Second Skin of Harlequin
Second Skin of Harlequin er det tredje studiealbum fra det danske Melodic Black Metal-band Illnath udgivet i marts 2006.

## Numre
1. "And There Was Light" (Og der var lys)
2. "Virgin Soil" (Jomfru Jord/Muld)
3. "Pieta" (Italiensk for "medlidenhed", kunst, der fremstiller Jomfru Maria, der holder den døde Jesus i skødet.)
4. "Sought by the Fallen One" (Søgt af Den Faldne)
5. "She, the Plague" (Hun, Pesten/Plagen)
6. "Feathers Shall Fall" (Fjer skal falde)
7. "Clockwork Of Time" (Tidens Urværk)
8. "The Book of Sand" (Bogen af Sand)